# Svitlivka, Vîsokopillea
Svitlivka (în ucraineană Світлівка) este un sat în comuna Kociubeiivka din raionul Vîsokopillea, regiunea Herson, Ucraina.

## Demografie
Componența lingvistică a localității Svitlivka
     Ucraineană (98,84%)
     Rusă (1,16%)
Conform recensământului din 2001, majoritatea populației localității Svitlivka era vorbitoare de ucraineană (98,84%), existând în minoritate și vorbitori de rusă (1,16%).